# Konrad Baumgartner
Konrad Baumgartner (*  1940 in Altötting) ist ein deutscher römisch-katholischer Theologe und emeritierter Professor für Pastoraltheologie.

## Leben
Nach einem Studium der Philosophie und Theologie promovierte Konrad Baumgartner 1973 an der Ludwig-Maximilians-Universität in München.
Von 1976 bis 1980 lehrte er als Professor für Pastoraltheologie an der Universität Eichstätt, von 1980 bis 2006 in Regensburg. Seit 2006 ist er emeritiert.

### Schwerpunkte in Forschung und Lehre
- Johann Michael Sailer
- Themen um Formen der Bußpastoral
- Trauerpastoral

### Mitarbeit in Gremien und Redaktionen
- Der Prediger und Katechet, Mitglied des Redaktionskollegiums
- Theologischen Fakultät der Universität Regensburg, Dekan
- Lexikon für Theologie und Kirche (Dritte Auflage, Walter Kasper (Hrsg.)), Mitherausgeber und Fachberater

### Auszeichnungen
- Ernennung zu Päpstlichen Ehrenprälaten

## Werke (Auswahl)

### Publikationen in Buchform
- Die Seelsorge im Bistum Passau zwischen barocker Tradition, Aufklärung und Restauration, (= Münchener theologische Studien, Abteilung 1, Historische Abteilung, Band 19), (Münchener Universitäts-Schriften, Fachbereich Katholische Theologie), Eos-Verlag, St. Ottilien 1975, (zugleich Hochschulschrift, München, Univ., 01 – Fachbereich Kath. Theologie, Diss., 1974/75), ISBN 978-3-88096-119-7.
- Der Wandel des Priesterbildes zwischen dem Konzil von Trient und dem II. Vatikanischen Konzil, (= Eichstätter Hochschulreden, Band 6), Minerva-Publikation, München 1978, ISBN 978-3-597-30006-7.
- (Hrsg.), mit Hubert Brosseder (Hrsg.), Kasualpredigten, Band 1, München 1984, ISBN 978-3-87904-057-5.
- (Hrsg.): Glauben lernen – leben lernen. Beiträge zu einer Didaktik des Glaubens und der Religion. Erich Feifel zum 60. Geburtstag von seinen Schülern und Mitarbeitern. S[ank]t Ottilien 1985, ISBN  3-88096-050-X
- Joseph Amberger (1816-1889). Priesterbildner, Seelsorger und praktischer Theologe. in: Beiträge zur Geschichte des Bistums Regensburg, Band 23/24, 1989/1990.
- Aus der Versöhnung leben. Theologische Reflexionen – Impulse für die Praxis (= Wewelbuch, Band 166), Wewel München  1990, ISBN 978-3-87904-166-4.
- Predigten zu allen Sonn- und Festtagen der drei Lesejahre (= Konrad Baumgartner, Gottes Wort – Quelle des Lebens, Band 1), Echter Würzburg, 2016, ISBN 978-3-429-03916-5.
- Predigten zu Zeugen des Glaubens und zu lebendigem Christsein (= Konrad Baumgartner, Gottes Wort – Quelle des Lebens, Band 2), Echter, Würzburg 2016, ISBN 978-3-429-03917-2

### Beitrag in einem Sammelwerk
- Bemühungen um Seelsorge und Seelsorger im Kreis um Sailer und Wessenberg, in: Konrad Baumgartner (Hrsg.), Peter Scheuchenpflug (Hrsg.), Von Aresing bis Regensburg. Festschrift zum 250. Geburtstag von Johann Michael Sailer am 17. November 2001 (= Beiträge zur Geschichte des Bistums Regensburg, Band 35), Verein für Regensburger Bistumsgeschichte, Regensburg 2001, S. 22-.

### Zeitschriftenartikel
- Im Advent leben. Lesepredigt Erster Adventssonntag – 3. Dezember 2006, in: PUK, Jahrgang 147, 2007, Heft 1
- Johannes der Täufer: der große Prophet auch für uns. Zweiter Adventssonntag – 10. Dezember 2006, in: PUK, Jahrgang 147, 2007, Heft 1
- Worauf es ankommt. Predigt Taufe des Herrn – 7. Januar 2007, in: PUK, Jahrgang 147, 2007, Heft 1
- Von allen Kränkungen, Herr, befreie uns! Bußfeier zur Fastenzeit, in: PUK, Jahrgang 147, 2007, Heft 2,[1]
- Jersalem – meine höchste Freude. Lesepredigt Fünfter Sonntag der Osterzeit – 06. Mai , in: PUK, Jahrgang 147, 2007, Heft 3
- Fürchte dich nicht, du kleine Herde! Predigt Neunzehnter Sonntag – 12. August 2007, in:  PUK, Jahrgang 147, 2007, Heft 5
- Bei Gott sind alle lebendig. Predigt Zweiunddreißigster Sonntag – 11. November 2007, in:  PUK, Jahrgang 147, 2007, Heft 6
- Worauf es ankommt, wenn Er kommt. Predigt Erster Adventssonntag – 2. Dezember 2012, in: PUK, Jahrgang 152, 2013, Heft 1, S.–

### Interview
- J. Osel, Trauer ist keine Krankheit. in: Süddeutsche Zeitung, Airbus-Opfer: Gedenken ohne Ort – "Trauer ist keine Krankheit" Interview zum 10. Mai 2010[2]